# Pacsa
Pacsa  este un oraș în districtul Zalaegerszeg, județul Zala, Ungaria, având o populație de 1.751 de locuitori (2011). 

## Demografie
Componența etnică a orașului Pacsa
     Maghiari (89,52%)
     Romi (9,39%)
     Necunoscut (0,29%)
     Germani (0,8%)
     Alții (0,29%)
Componența confesională a orașului Pacsa
     Romano-catolici (75,39%)
     Fără religie (6,23%)
     Necunoscută (16,45%)
     Alte religii (3,08%)
Conform recensământului din 2011, orașul Pacsa avea 1.751 de locuitori. Din punct de vedere etnic, majoritatea locuitorilor (89,52%) erau maghiari, cu o minoritate de romi (9,39%). Apartenența etnică nu este cunoscută în cazul a 0,29% din locuitori.  Din punct de vedere confesional, majoritatea locuitorilor (75,39%) erau romano-catolici, cu o minoritate de persoane fără religie (6,23%). Pentru 16,45% din locuitori nu este cunoscută apartenența confesională.